# کیکویواتس
کیکویواتس (به صربی: Kikojevac) یک منطقهٔ مسکونی در صربستان است که در کنیچ واقع شده‌است.